# Anne-Marie Nzié
Anne-Marie Nzié, née en 1932 à Bibia, Lolodorf, (Circonscription de Kribi, Cameroun français), de Simon Pierre Nzie Nzouma et de Rachel Malingue Minanga et morte le 24 mai 2016 à Yaoundé, est une chanteuse camerounaise, surnommée « la voix d'or du Cameroun ». Elle est notamment considérée comme la « reine mère » du bikutsi. Véritable monument de la chanson camerounaise, Marie Nzie est la première artiste féminine camerounaise à jouer de a guitare sur scène. De son vrai nom Anne-Marie Mvunga Nzie ; le prénom Anne-Marie lui fut donné en reconnaissance aux bienfaits du docteur Lehmann et de sa femme Anne-Marie Lehmann. le docteur était un missionnaire Américain, proche de la famille Nzie. Il s'était chargé de payer la dot de Rachel Malingué Minanga, la mère d'Anne-Marie, même si tout cela qui lui valut le surnom "Mama Lehmann" à Anne-Marie Nzie, même si tout le long de sa vie elle sera plus connue comme "La voix d'or du Cameroun".

## Biographie

### Enfance
Pour Anne-Marie Nzié, la musique et le chant sont présents dès l'enfance. Son père, pasteur  de l'église presbytérienne camerounaise (EPC) à Bibia joue du mvett, un instrument à cordes. Elle-même chante dans une chorale à partir de huit ans. A l'âge de 12ans, alors qu'elle grimpe sur un manguier pour tenter de cueillir des mangues,elle tombe de l'arbre et se brise la jambe gauche. Un grave accident la contraint à passer une partie de son adolescence à l'hôpital, où son frère Cromwell Nzié, qui joue de la guitare, l'initie à la musique hawaïenne. Elle compose alors ses premières chansons, décidant : « Quand je quitterai ce lit d'hôpital, je chanterai jusqu'à ma mort ».

### Carrière
La carrière de la chanteuse Anne-Marie Nzié dure 55 ans ; ses chansons se font connaître aussi bien par les médias que par des animations dans des bars ou des discothèques. Elle devient rapidement « la diva » ou la « voix d'or » du Cameroun.
En 1955, elle intègre le groupe de son frère comme choriste. Après s'être mariée avec un musicien, elle connaît son premier succès avec Malundi et se produit dans tout le continent africain. En 1958, elle collabore avec Gilbert Bécaud, et obtient un contrat chez Pathé Marconi Records, ce qui lui permettra de se produire à l'Olympia. Elle est ensuite présente sur de nombreuses scènes internationales, et inspire plusieurs générations de musiciens,.
En 1984, sa chanson Liberté, qui parle de la liberté au Cameroun et des Noirs en général, relance sa carrière. Elle connaît un grand succès et est chantée dans des meetings politiques, y compris par l'opposition, ce à quoi Anne-Marie Nzié finira par s'opposer. Le journaliste David Ndachi Tagne lui consacre une biographie, publiée en 1990. Elle remonte sur scène en 1995 pour fêter ses 40 ans de carrière.
Elle décède le 24 mai 2016 à l'hôpital central de Yaoundé des suites de maladie,,.

## Style musical
Anne-Marie Nzié « swingue d’abord sur le jazz, la rumba congolaise et la biguine (années 1950) avant d’explorer le bikutsi et le ngouba ».

## Chansons
- 1954, Mabanze (son premier disque, 45 tours)
- 1985, Liberté (Pathé Marconi Records)
- 1996, Béza Ba Dzo (Indigo, Label Bleu)

En 1999, Anne-Marie Nzié chante en duo avec Wendo Kolosoy pour le titre Tokutani dans son album Marie Louise.

## Distinctions et honneurs
En 2001, Anne-Marie Nzié est considérée comme l'une des trois Camerounaises ayant marqué le XXe siècle, avec Josépha Mua et Gwendoline Burnley. Elle est faite chevalier de la Légion d'honneur par le gouvernement français, deuxième artiste camerounaise à être ainsi honorée après Manu Dibango,.
Pour célébrer les 60 ans du début de sa carrière, un hommage lui est rendu en 2008 par des cérémonies durant une semaine, à l'initiative des autorités camerounaises et notamment du président Paul Biya. Elle a également reçu de la part des autorités camerounaises un domicile à Yaoundé et un dans son village natal, ainsi qu'une voiture dont la plaque d'immatriculation porte la mention « La voix d'or du Cameroun ».